# 博利亞爾卡 (日托米爾區)
50°20′5″N 28°22′38″E / 50.33472°N 28.37722°E
博利亞爾卡（羅馬化：Boliarka）是烏克蘭北部的村莊，隸屬日托米爾州的日托米爾區。該村始建於1927年，面積0.9平方公里，海拔高度220米，2001年人口288。